# Seleção dos Estados Unidos de Rugby Sevens Masculino
A Seleção dos Estados Unidos de rugby sevens representa os Estados Unidos nos torneios de rugby sevens. A seleção nacional de sete é organizada pela USA Rugby, e a equipe é liderada pelo técnico Mike Friday desde 2014.
A principal competição que a equipe disputa todos os anos é a Série Mundial de Rugby Sevens, uma série de dez torneios disputados ao redor do mundo de dezembro a junho que inclui o torneio USA Sevens toda primavera. Os Eagles têm sido uma equipe central na World Series e terminaram entre os doze primeiros em cada temporada desde 2008-09. A melhor temporada dos Eagles na Série Sevens foi um segundo lugar na Série 2018–19. O melhor resultado em um único torneio de sevens foi o primeiro lugar, que eles conquistaram três vezes — vencendo o London Sevens de 2015 e o USA Sevens de 2018 e 2019.
A equipe também participa de grandes torneios a cada quatro anos, como os Jogos Olímpicos de Verão, a Copa do Mundo de Rugby Sevens e os Jogos Pan-Americanos. Seus melhores resultados em eventos quadrienais incluem terminar em nono lugar nas Olimpíadas de 2016, terminar em sexto na Copa do Mundo de 2018 e as medalhas de bronze nos Jogos Pan-Americanos de 2011 e 2015.
Os Estados Unidos tradicionalmente usavam o time de sevens para preparar jogadores para o rugby XV. Desde janeiro de 2012, devido à crescente atenção gerada pelo retorno do rugby às Olimpíadas em 2016, a seleção nacional se profissionalizou, com a equipe estendendo contratos remunerados de tempo integral aos seus jogadores. A equipe nacional de sevens atraiu vários atletas cruzados de outros esportes, sendo os exemplos mais proeminentes Perry Baker (futebol americano) e Carlin Isles (atletismo). Os EUA às vezes também colocam uma equipe de desenvolvimento, os USA Falcons, em vários torneios.

## Desempenho

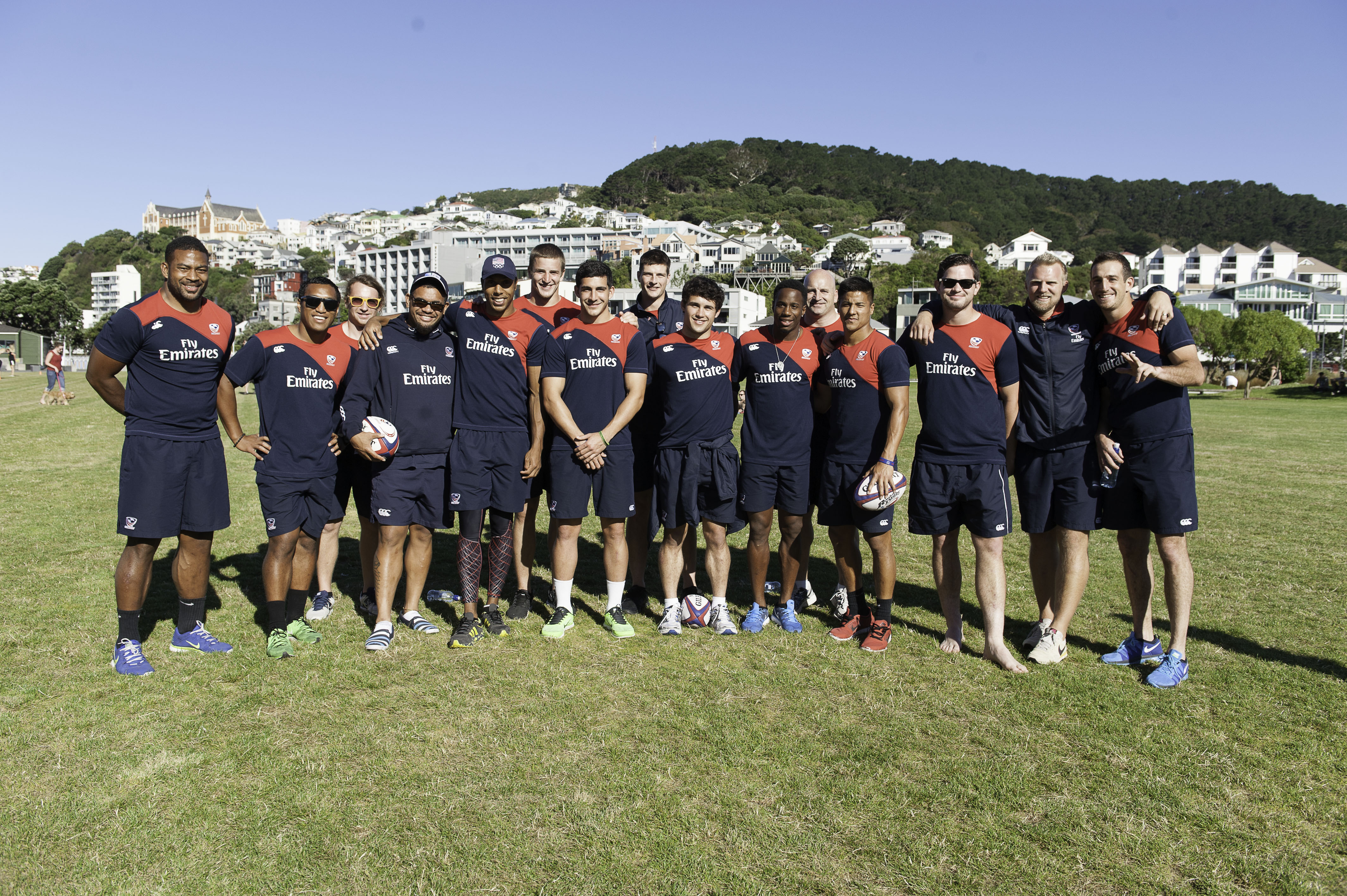
Equipe de rugby sevens de 2014

### Jogos Olímpicos
| Ano   | Resultado        | Pos | J  | V | E | D |
| ----- | ---------------- | --- | -- | - | - | - |
| 2016  | Quartas de final | 9   | 5  | 3 | 0 | 2 |
| 2020  | Quartas de final | 6   | 5  | 3 | 0 | 2 |
| 2024  | Quartas de final | 8   | 6  | 1 | 1 | 4 |
| Total | 0 títulos        | 0/2 | 16 | 7 | 1 | 8 |

### Copa do Mundo
| 1993  | Fase de grupos            | 17  | 5  | 1  | 0 | 4  |
| 1997  | Rodada final              | 17  | 7  | 4  | 0 | 3  |
| 2001  | Quartas de final          | 13  | 6  | 2  | 0 | 4  |
| 2005  | Quartas de final          | 13  | 6  | 2  | 0 | 4  |
| 2009  | Quartas de final          | 13  | 4  | 1  | 0 | 3  |
| 2013  | Quartas de final          | 13  | 4  | 1  | 0 | 3  |
| 2018  | Disputa pelo quinto lugar | 6   | 4  | 2  | 0 | 2  |
| 2022  | Semifinais                | 11  | 4  | 2  | 0 | 2  |
| Total | 0 títulos                 | 0/8 | 40 | 15 | 0 | 25 |